# Куфа (Дагестан)
Куфа (рут. Гухьвадад) — село в Рутульском районе Дагестана. Входит в Рутульское сельское поселение.

## Географическое положение
Расположено на высоте 1350 метров над уровнем моря, в долине реки Самур, в устье её правого притока Гуфанады меридид хьед (ручеек малой Куфинской долины) в 5 км северо-западнее районного центра села Рутул.

## Население
| 1926 | 1939 | 1970 | 1989 | 2002 | 2010 | 2021 |
| ---- | ---- | ---- | ---- | ---- | ---- | ---- |
| 82   | ↗104 | ↗191 | ↘190 | ↗279 | ↗312 | ↘291 |

Моноэтническое рутульское село. Село состоит из 4 тухумов (патронимий):
Чӏихерыйер (прозвище "крупа"), Кьыхъыйер (прозвище "телёнок"), Къанцыйер (прозвище "кровник"), Теъмезер (имя предка-основателя).

## Краткая история
Название села Куфа имеет переносное значение, оно означает "клюв птицы" (рут. кӏуф), которое поясняет место его нахождения.
Куфа - выселок из села Рутул, возник выселок в конце XVIII века, о чём свидетельствуют многочисленные найденные в Куфе эпиграфические памятники.